# Bateias (Campo Largo)
Bateias é um distrito localizado no município de Campo Largo, no estado do Paraná, que fica a aproximadamente 30 quilômetros de Curitiba. A região é bastante conhecida por sua forte tradição agrícola, com destaque para a produção de hortaliças e frutas.

## História
O nome "Bateias" vem da ferramenta bateia, muito usada na região durante o período de exploração do ouro.

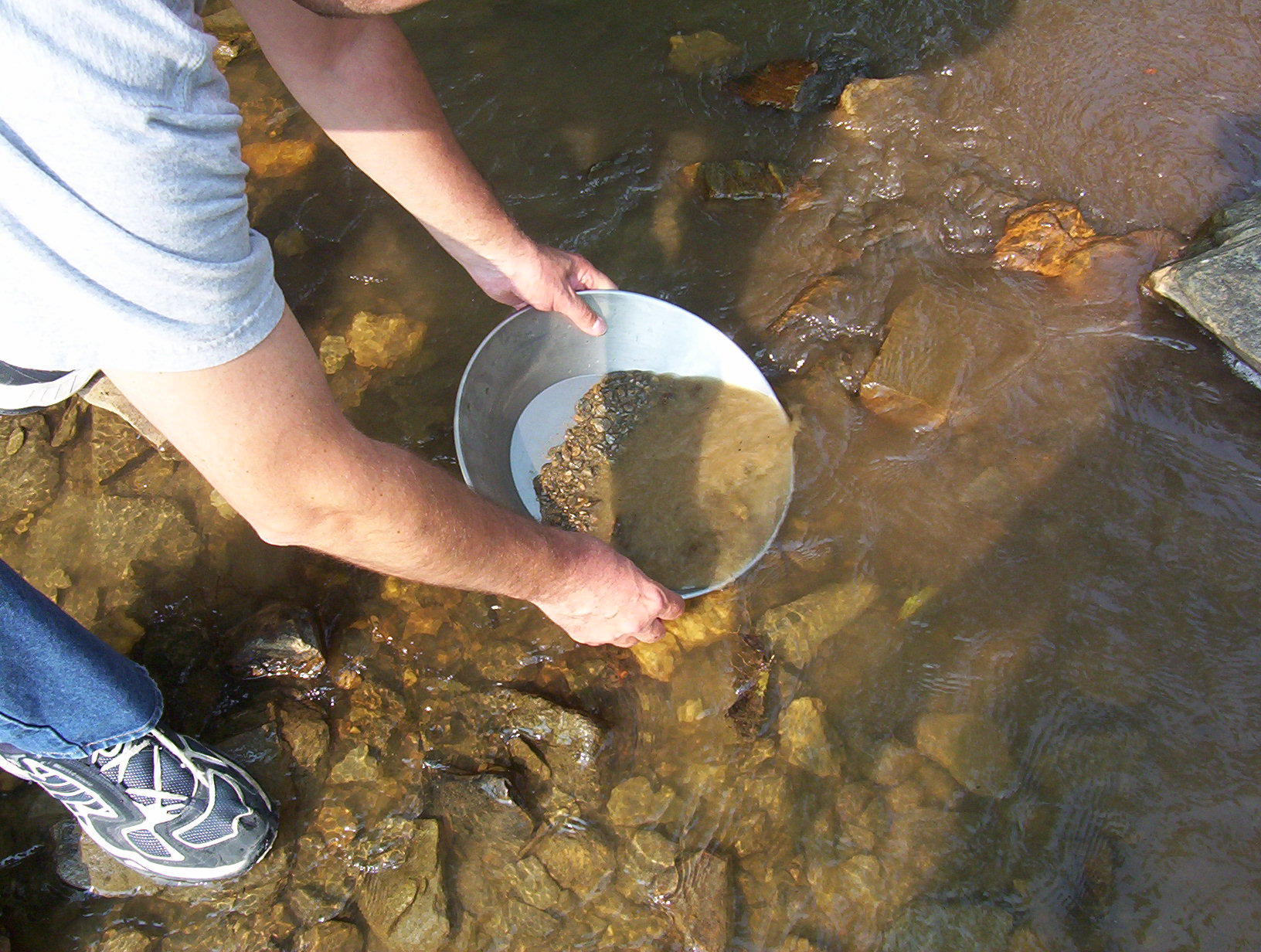
Bateia, utensílio usado pelos mineradores que deu nome ao distrito

No ano de 1800 a região foi colonizada por portugueses e mais tarde por imigrantes poloneses e italianos, no ano de 1940 é realizada a obra de constução da Estrada do Cerne (PR-090), trazendo um grande fluxo de caminhões e viajantes, que se deslocavam de Curitiba ao norte do Paraná. Após a inauguração da Rodovia do Café (376) totalmente asfaltada, fez o grande movimento diminuir e obrigou alguns comerciantes a fecharem seus comércios, logo depois, as atividades concentraram-se na agricultura, extração de calcário, agroindústria e extração de água mineral.

## Turismo

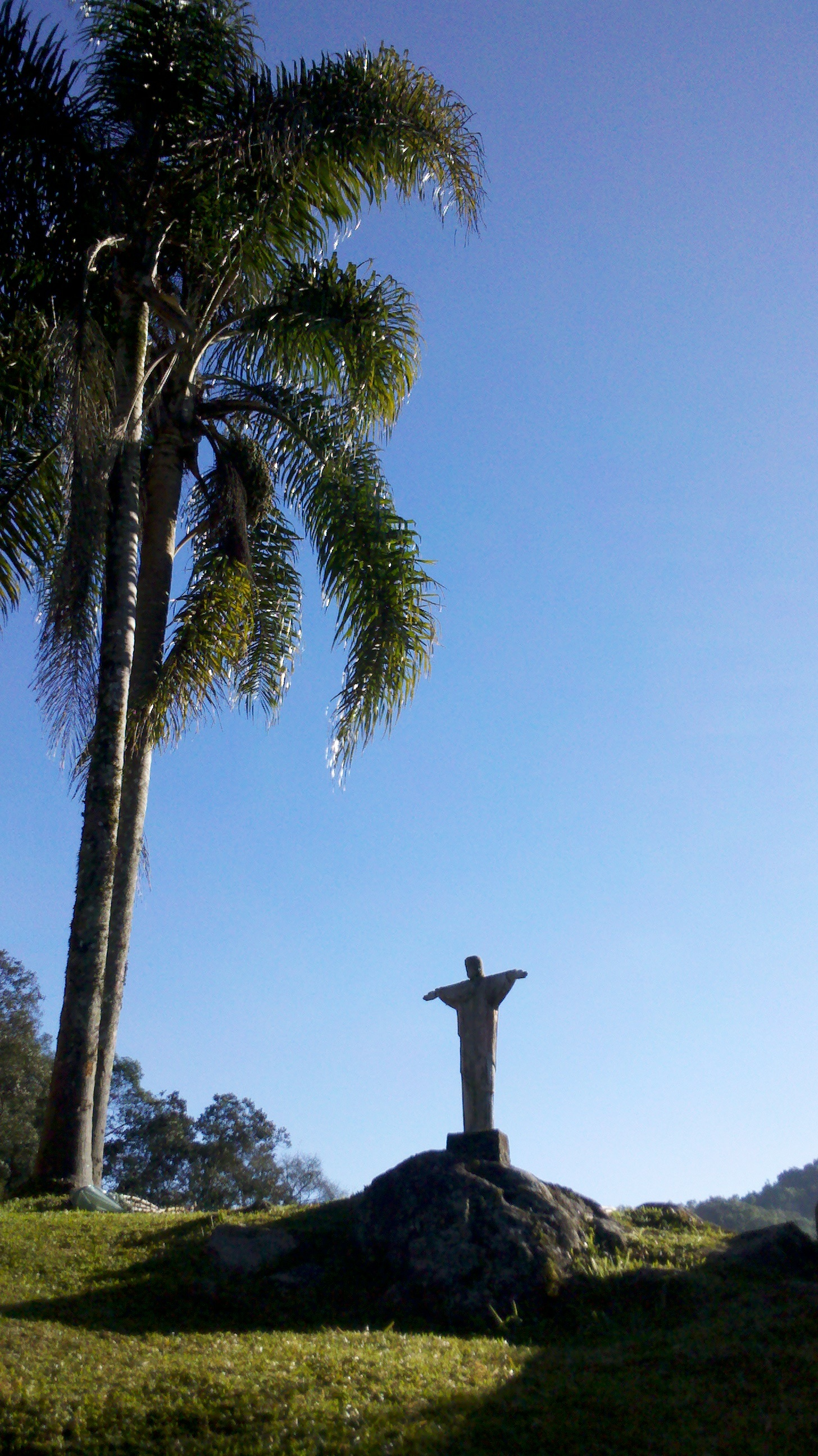
Morro do Cal, Campo Largo - panorâmico

O turismo da região concentra-se no turismo ecológico e no turismo gastronômico. Alguns locais mais visitados pelos turistas:
- Estância Hidromineral Ouro Fino - fábrica de água hidromineral e parque aquático fundada em 1940. Possui toboáguas, piscinas, bosques, trilhas ecológicas, área de churrasco e um zoológico.[2]
- Salto Boa Vista -  É considerada a maior cachoeira da região metropolitana de Curitiba, possuindo uma queda d'água de 45 metros de altura.[3]